# Поезд вне расписания
«Поезд вне расписания» — советский художественный фильм-катастрофа, снятый по мотивам повести Алексея Леонтьева «Тройной прыжок». Премьера состоялась 12 мая 1986 года.
Фильм снимался летом 1985 года в Молдавской ССР, в частности в Кишинёве (Центральный железнодорожный вокзал, локомотивное депо), на не действовавшем в то время железнодорожном переезде в селе Сынджера (столкновение локомотива с автоприцепом), на перегонах Сынджера — Кетросу (высадка пожарных с вертолёта), Ревака — Кишинёв (преследование неуправляемого поезда другим локомотивом) и Ватра — Страшены (в кадр попадает Гидигичское водохранилище). Начальная и заключительная сцены с трамваями были сняты в Одессе.

## Сюжет
Локомотивная бригада тепловозa М62-1259 получает задание отогнать в ремонт состав, включающий в себя второй — «холодный» (c выключенным двигателем) — тепловоз М62-1255, платформу и пассажирский вагон. В вагоне находятся четыре пассажира: учащийся железнодорожного училища Алексей Нечаев, а также компания из двух девушек — Галины и Марины — с молодым человеком Владиславом. Алексея в вагон пустил машинист, а Влад, Галя и Марина едут «зайцами».
В ожидании назначенного времени отправления машинист Фёдор Иванович Моргунов отправляет своего помощника в диспетчерскую отметить маршрутный лист. Пока тот отсутствует, пожилой машинист от внезапного сердечного приступа теряет сознание и, падая, хватается рукой за контроллер, переводя его в ходовую позицию. Тепловоз М62-1259 с поездом трогается, набирает скорость. Система бдительности «РБС» (РБС — рукоятка бдительности специальная) не может остановить неуправляемый М62-1259, так как она по указанию диспетчера была отключена из-за неисправности.
Чтобы избежать столкновения, диспетчер принимает решение пустить неуправляемый поезд в улавливающий тупик, приняв меры против возможного пожара и взрыва. Но когда помощник сообщает, что в поезде есть люди, принимается решение пропустить состав по магистрали, а вдогонку отправить секцию А тепловоза 2ТЭ10Л-1660, управляемую опытным машинистом. Догоняющий тепловоз 2ТЭ10Л-1660 сможет на ходу сцепиться с аварийным поездом и своими тормозами обеспечить его остановку. Диспетчер командует убрать с пути неуправляемого М62-1259 и догоняющего его тепловоза 2ТЭ10Л-1660 все прочие поезда.
В вагоне Алексей замечает, что поезд на полном ходу промчался мимо светофора с запрещающим сигналом. Попытка активировать стоп-кран ни к чему не приводит: тормозные магистрали вагонов не были подсоединены — для торможения такого короткого состава вполне достаточно тормозов тепловоза. Поезд также проносится мимо станции Беляевка, все в вагоне начинают подозревать, что происходит что-то неладное. Алексей предполагает, что с машинистом что-то случилось, и решает добраться до кабины тепловоза М62-1259 и выяснить всё происходящее на месте. С ним отправляется Влад. Для реализации намеченного плана нужно совершить ряд опасных манипуляций в движении: сначала пройти по грузовой платформе, не имеющей настила, а затем через окно проникнуть в тепловоз М62-1255 с отключёнными двигателями. Но добравшись до «холодного» локомотива, юноши осознаю́т, что этого недостаточно: тепловозы не связаны между собой. Они замечают догоняющий их тепловоз 2ТЭ10Л-1660, который спешит к ним на помощь. Влад считает, что следует прекратить собственные попытки и ждать помощи извне, но Алексей с ним не согласен: надо спасти машиниста, к тому же в ведущем тепловозе М62-1259 начался пожар. Из-за этих разногласий между парнями возникает ссора, доходит до драки.
На автомобильном переезде водители недовольны тем, что он надолго закрыт без видимых причин. Водитель ЗИЛа-130 с прицепом видит прошедший через переезд состав и, считая, что дорога свободна, едет через рельсы в стороне от дороги — однако прицеп грузовика застревает на полотне. Видя приближающийся на большой скорости догоняющий тепловоз 2ТЭ10Л-1660, шофер и его приятель, бросив попытки освободить и отогнать прицеп, отскакивают в сторону. Машинист догоняющего тепловоза 2ТЭ10Л-1660, увидев помеху, применяет экстренное торможение — однако аварии уже не избежать: тепловоз сносит прицеп, машинист получает тяжёлую травму, попытка догнать неуправляемые тепловозы М62-1259 и 2М62-1255 с поездом провалилась.
В машинном отделении ведущего тепловоза М62-1259 начинается пожар. Алексею удаётся перепрыгнуть из второго тепловоза М62-1255 в ведущий и добраться до кабины — но дверь заблокирована изнутри. Тогда он отключает подачу топлива; локомотив начинает замедляться. В это время на горящий тепловоз с вертолёта высаживаются пожарные и приступают к тушению возгорания.
После остановки поезда Влад протягивает Алексею руку в знак примирения, но тот не отвечает на этот жест тем же: у него обе ладони обожжены во время попытки остановить неуправляемый М62-1259 из машинного отделения. Марина убегает с Владом, а Галя сочувственно смотрит на Алексея. 
В 1984 году, за год до выхода фильма, по мотивам повести был записан радиоспектакль «Тройной прыжок». По сравнению с повестью и радиопостановкой сценарий фильма значительно изменён.

## В ролях
| Актёр                | Роль                                                        |
| -------------------- | ----------------------------------------------------------- |
| Владимир Шевельков   | Алексей Нечаев (озвучивал Вячеслав Баранов)                 |
| Игорь Шавлак         | Влад (озвучивал Олег Меньшиков)                             |
| Наталья Вавилова     | Галя                                                        |
| Ольга Кузнецова      | Марина                                                      |
| Елена Аминова        | диспетчер Князева                                           |
| Анатолий Салимоненко | эпизод                                                      |
| Борис Зайденберг     | начальник железной дороги                                   |
| Анатолий Барчук      | начальник диспетчерской службы                              |
| Андрей Гончар        | руководитель железной дороги                                |
| Анатолий Лукьяненко  | Жигулин, помощник машиниста                                 |
| Виктор Чутак         | Игорь Андреевич Яров (озвучивал Юрий Саранцев)              |
| Владимир Волков      | Фёдор Иванович Моргунов, машинист (озвучивал Юрий Саранцев) |
| Виктор Измайлов      | Александр Иванович Никонов, машинист                        |

## Съёмочная группа
| Авторы сценария:        | Алексей Леонтьев, Анатолий Царенко при участии Александра Гришина |
| Режиссёр-постановщик    | Александр Гришин                                                  |
| Операторы-постановщики: | Владимир Панков, Виктор Кабаченко                                 |
| Художник-постановщик    | Михаил Кац                                                        |
| Композитор              | Григорий Гладков                                                  |
| Тексты песен            | Вадима Шефнера, Александра Гришина                                |

## Песни и музыка в фильме
| Композиция   | Исполнитель                                                               |
| ------------ | ------------------------------------------------------------------------- |
| «Вдвоём»     | слова Александр Гришин, исполняют Павел Смеян и Наталья Смеян (Ветлицкая) |
| «Неудачник»  | слова Вадим Шефнер, исполняет Павел Смеян                                 |
| «Белый конь» | слова Александр Гришин, исполняет Павел Смеян                             |
| «Меркурий»   | Григорий Гладков                                                          |
| «Юпитер»     | Григорий Гладков                                                          |
| «Сатурн»     | Григорий Гладков                                                          |